# Grofija Culemborg
Grofija Culemborg od 1555, prej Gospostvo Culemborg Cuylenburga (tudi Culenburg, Cuylenburg) (niz. Heerlijkheid Culemborg) je bila neposredno gospostvo cesarstva in kasneje grofija, preden je prišla na Nizozemsko kot odvisno območje.

## Zgodovina
Izhaja iz istoimenske plemiške rodbine, ki je bila omenjena že v 12. stoletju. Njen grad Culemborg in pripadajoče mesto Culemborg ležita na reki Lek. Gospostvo z mestom in nekaterimi vasmi je bilo zahodno od Arnhema. Škof Utrechta Zweder Culemborški izhaja iz te rodbine. Potomci družine, predvsem Gerhard II. in Gašpar, so lahko močno povečali posest. Ker Gašpar ni imel moških naslednikov, je gospostvo sprva pripadlo njegovi hčerki Elizabeti, ki ga je vodila več desetletij. Gospostvo  je v grofijo povzdignil leta 1555 Filip II. ali Karel V..
Po Elizabetini smrti je posest prek njene sestre Ane prešla na družino Pallandtskih. Njihov sin Floris I. je padel v nemilost španskih vladarjev, ker je sodeloval v nizozemski vstaji. V njegov čas je padel tudi prehod na reformacijski verski nauk. Sam je bil vpleten v ikonoklazem. Dedič Floris II. je umrl brez otrok.
Posestvo je leta 1639 z dedovanjem prešlo na grofa Filipa Ditriha Waldeškega, čigar mati, Ana Badensko-Durlaška (1587–1649), je podedovala grofijo prek svoje matere, grofice Elizabete Culemborške. Tako je Culemborg prišel v last te hiše.
Od leta 1672 do 1692 so območje zasedli Francozi.
Po poroki in dedovanju je Culemborg leta 1692 pripadel vojvodi Ernestu Frideriku Saxe-Hildburghausnu. Leta 1720 je prodal Culemborg državi Nizozemski. Kot svobodna in neodvisna grofija je pripadala deželnim stanovom Gelderlanda. Leta 1748 je bila grofija podeljena princu Viljemu IV. Do danes imajo člani nizozemske kraljeve družine še vedno naziv grof ali grofica Culemborg.

## Gospodje in grofje Culemborški
| čas vladavine | Priimek                                       | Rojen            | umrl              | družinsko razmerje do predhodnika      |
| ------------- | --------------------------------------------- | ---------------- | ----------------- | -------------------------------------- |
| 1271-1309     | Hubert III. Beuzihemski/Hubert I. Culemborški |                  | 1309              | Izhaja iz družine vitezov Beuzihemskih |
| 1296-1322     | Janez I. Beuzihemski                          |                  | 1322              | sin                                    |
| 1322-1347     | Hubert IV. Beuzihemski/Hubert II. Culemborški |                  | 1347              | sin                                    |
| 1347-1377     | Janez II.                                     |                  | 1377              | sin                                    |
| 1377-1394     | Gerhard I.                                    |                  | 28-5-1394         | brat                                   |
| 1394-1422     | Hubert III.                                   |                  | na 1439           | sin                                    |
| 1439-1452     | Janez III.                                    |                  | 1. aprila 1452    | brat                                   |
| 1452-1480     | Gerhard III.                                  |                  | 9. marec 1480     | sin                                    |
| 1480-1506     | Gašpar                                        | okrog 1456       | 21 november 1506  | sin                                    |
| 1506-1555     | Elizabeta Culemborška                         |                  | 9. december 1555  | hči                                    |
| 1527-1540     | Janez Palantski                               | 1506             | 8. oktober 1540   | sestrin sin                            |
| 1540-1598     | Floris I. Palantski                           | 1537             | 29 september 1598 | sin                                    |
| 1598-1639     | Floris II.                                    | 28 Maj 1578      | 4. julij 1639     | sin                                    |
| 1639-1645     | Filip Ditrik Waldeški                         | 2. november 1614 | 7. december 1645  | Vnuk Firenc I. po materi in babici     |
| 1645-1664     | Henrik Wolrad Waldeški                        | 28 marec 1642    | 15 julij 1664     | sin                                    |
| 1664-1692     | Jurij Friderik Waldeški                       | 31 januarja 1620 | 19 november 1692  | očetov brat                            |
| 1692-1714     | Luiza Ana Erbach-Erbaška (r. Waldeška)        | 18 april 1653    | 30 junij 1714     | hči                                    |
| 1714-1720     | Ernest Friderik I. Saxe-Hildburghausenski     | 21 avgust 1681   | 9. marec 1724     | sestrin sin                            |

## Spletne povezave
- Faze zgodovine (nl)

1. ↑  Družina je bila tesno povezana z Zujlenskimi.
2. ↑  Predloga:Citeer web